# Benoît Cheyrou
Benoit Cheyrou (ur. 3 maja 1981 w Suresnes) –  były francuski piłkarz, grający na pozycji pomocnika. Po sezonie 2017 zakończył profesjonalną karierę.

## Kariera klubowa
Do Marsylii trafił z AJ Auxerre 21 czerwca 2007 roku.
Cheyrou został zauważony przez dyrektora sportowego OM, Jose Anigo w sezonie 2006/07. Był wówczas kapitanem i czołową postacią Auxerre. Jego przejście do Marsylli znacznie poprawiło bilans i zwiększyło rywalizację w składzie. Wraz z OM zdobył Puchar Ligi Francuskiej i mistrzostwo Francji w 2010.
W 2015 roku Cheyrou został zawodnikiem Toronto FC.
| Sezon   | Klub               | Kraj    | Rozgrywki  | Mecze | Bramki | Rozgrywki Europy                    | Mecze | Bramki |
| ------- | ------------------ | ------- | ---------- | ----- | ------ | ----------------------------------- | ----- | ------ |
| 1999/00 | Lille OSC          | Francja | Division 2 | 11    | 0      | -                                   | -     | -      |
| 2000/01 | Lille OSC          | Francja | Division 1 | 8     | 1      | -                                   | -     | -      |
| 2001/02 | Lille OSC          | Francja | Division 1 | 23    | 0      | Liga Mistrzów UEFA                  | 4     | 0      |
| 2002/03 | Lille OSC          | Francja | Ligue 1    | 31    | 1      | Liga Europy UEFA                    | 3     | 0      |
| 2003/04 | Lille OSC          | Francja | Ligue 1    | 27    | 1      | -                                   | -     | -      |
| 2004/05 | AJ Auxerre         | Francja | Ligue 1    | 29    | 1      | Liga Europy UEFA                    | 8     | 1      |
| 2005/06 | AJ Auxerre         | Francja | Ligue 1    | 35    | 2      | Liga Europy UEFA                    | 1     | 0      |
| 2006/07 | AJ Auxerre         | Francja | Ligue 1    | 34    | 3      | Liga Europy UEFA                    | 9     | 1      |
| 2007/08 | Olympique Marsylia | Francja | Ligue 1    | 35    | 2      | Liga Mistrzów UEFA Liga Europy UEFA | 5 3   | 0 1    |
| 2008/09 | Olympique Marsylia | Francja | Ligue 1    | 34    | 3      | Liga Mistrzów UEFA Liga Europy UEFA | 8 6   | 1 1    |
| 2009/10 | Olympique Marsylia | Francja | Ligue 1    | 32    | 5      | Liga Mistrzów UEFA Liga Europy UEFA | 6 4   | 1 0    |
| 2010/11 | Olympique Marsylia | Francja | Ligue 1    | 34    | 3      | Liga Mistrzów UEFA                  | 7     | 0      |
| 2011/12 | Olympique Marsylia | Francja | Ligue 1    | 33    | 4      | Liga Mistrzów UEFA                  | 9     | 0      |
| 2012/13 | Olympique Marsylia | Francja | Ligue 1    | 25    | 2      | Liga Europy UEFA                    | 7     | 0      |
| 2013/14 | Olympique Marsylia | Francja | Ligue 1    | 26    | 2      | Liga Mistrzów UEFA                  | 4     | 0      |
| 2015    | Toronto FC         | Kanada  | MLS        | 11    | 1      | -                                   | -     | -      |

Stan na: koniec 2015 r.

## Ciekawostka
- Jego starszy brat, Bruno aktualnie gra dla FC Nantes, a wcześniej był to gracz m.in. Liverpoolu.